# Гуани, чачалаке, хокои
Гуани, чачалаке, хокои (лат. Cracidae) су породица птица из реда кока (лат. Galliformes). Врсте из ове породице насељавају тропска и суптропска подручја Централне и Јужне Америке.

## Опис
Гуани, чачалаке и хокои су велике птице, појавом подсећају на ћурке. Гуани и хокои (курасои) живе на дрвећу, а чачалаке које су мање насељавају отворенија жбуновита станишта. Многе врсте имају дуг реп, који им повећава могућност маневрисања у лету. Перје ових врста је по правилу једнолично, али курасои и неки гуани имају шарене орнаменте на лицу. Птице из ове породице су познате по својим песмама и оглашавању, а име чачалака потиче од њиховог оглашавања. Најмањи представник породице гуани, чачалаке и хокои је мала чачалака (Ortalis motmot), која достиже дужину од 38 cm и тежину од 350 g, а највећи је велики курасо (Crax rubra),који достиже дужину од 1 m и тежину од 4,3 kg.

## Понашање
Врсте из ове породице се хране воћем и инсектима. Граде гнезда на дрвећу, у која полажу 2 − 3 јаја, на којима лежи само женка. Птићи су потркушци и рађају се са инстинктом да се пењу уз дрво на коме траже заклон. Након само пар дана од излегања у стању су да лете.

## Систематика
Гуани, чачалаке и хокои (Cracidae):
- Потпородица гуани (Penelopinae)
  - Род планински гуан
    - Планински гуан


  - Род 
    - Црни гуан

    - Српастокрили гуан


  - Род 
    - Белокрили гуан

    - Белолики гуан

    - Брадати гуан

    - Црвенолики гуан

    - Шпиксов гуан

    - Беловеђи гуан

    - Гуан Мараил

    - Андски гуан

    - Мрконоги гуан

    - Кестењастотрби гуан

    - Ортонов гуан

    - Каукански гуан

    - Риђогруди гуан

    - Кудрави гуан

    - Рђавоивичасти гуан


  - Род ресасти гуан
    - Ресасти гуан


  - Род 
    - Црночели гуан

    - Црвеногрли гуан

    - Тринидадски гуан

    - Плавогрли гуан


  - Род чачалаке (Ortalis) 
    - Сиволеђа чачалака

    - Сивоглава чачалака

    - Кестењастокрила чачалака

    - Риђорепа чачалака

    - Риђоглава чачалака

    - Риђотрба чачалака

    - Западномексичка чачалака

    - Чакоанска чачалака

    - Белотрба чачалака

    - Колумбијска чачалака

    - Пегава чачалака

    - Источнобразилска чачалака

    - Крљуштаста чачалака

    - Мала чачалака

    - Кестењастоглава чачалака

    - Жутовеђа чачалака

- Потпородица рогати гуан
  - Род рогати гуан Oreophasis
    - Рогати гуан

- Потпородица хокои (Cracinae)
  - Род ноћни курасо (Nothocrax)
    - Ноћни курасо


  - Род 
    - Гологлави курасо

    - Велики курасо

    - Плавокљуни хоко

    - Жутокљуни курасо

    - Ресасти курасо

    - Крунасти хоко

    - Црни курасо


  - Род 
    - Безкрести курасо

    - Салвинов курасо

    - Оштрокљуни курасо

    - Алагоашки хоко
 (Mitu mitu) (изумро у дивљини)

  - Род 
    - Шлемасти курасо

    - Крунасти курасо

    - Сирски курасо
